# Resumen
El resumen es un escrito que sintetiza las ideas principales de un texto. 
La extensión del resumen puede variar, pero no suele pasar el 25 % de la extensión del original. En el resumen se han de evidenciar los vínculos lógicos de las ideas explicadas en el texto de partida, aunque esto suponga cambiar el orden en que aparecen, y la redacción debe adoptar un tono objetivo, independientemente del punto de vista del autor del texto base.
Los resúmenes pueden elaborarse con diferentes objetivos:
- Presentar una obra literaria (en tal caso se resume su trama) en la contraportada o en artículos publicitarios en los medios de comunicación;
- Introducir al lector en un artículo científico (en este caso se llama resumen documental o abstract),[1] detallando los objetivos de la investigación y el problema que se aborda;
- Demostrar un grado suficiente de comprensión lectora en la escuela;
- Sintetizar la información para el estudio o consulta posterior.

El resumen documental o abstract, requiere una metodología y puede abordarse mediante diferentes paradigmas y modelos.
La Asociación Española de Normalización y Certificación (AENOR), a través de sus normas, hace recomendaciones de cómo preparar resúmenes siguiendo unos estándares de calidad.
Con la tecnología en recuperación de información se han creado sistemas de resumen automático de documentos, que requieren un tratamiento de la información digital en el procesamiento del lenguaje natural.